# Bärenturm (Berg)
Der Bärenturm ist ein Berg in den Emmentaler Alpen im Kanton Obwalden.

## Geografie
Der Gipfel des Berges hat die Höhe von 1798 m ü. M. und bildet den Abschluss der Bergkette, die vom Nünalpstock (1901 m ü. M.) über vier Kilometer gegen Nordnordosten verläuft. Der Gratabschnitt südlich des Bärenturms heisst Looegg. Der Gipfelbereich bildet eine flache Kuppe, die gegen Norden von einem steilen Felsabbruch begrenzt ist. Im Südosten erstrecken sich über etwa einen Quadratkilometer die offene Alpweide Loo sowie ausgedehnte Moorgebiete. Die steile Westflanke ist bewaldet und wird von mehreren Wildbächen entwässert, die im tiefen Tal in den Rotbach münden.
Nördlich des Bärenturms liegt der Sattelpass, ein Übergang von Grossteil, Gemeinde Giswil, im Kanton Obwalden nach Flühli im Kanton Luzern. Der Pass ist nur auf der Ostseite zur Fahrstrasse ausgebaut und von Westen über einen Fussweg erreichbar. Über den Bärenturm führt ein Bergwanderweg. Die Schweizer Wanderroute 57 «Obwaldner Höhenweg» passiert jedoch nicht den Gipfelbereich, sondern führt etwas unterhalb davon durch die Ostflanke und die Alpsiedlung Loo. Der Berg ist als Ziel von Skitouren bekannt.

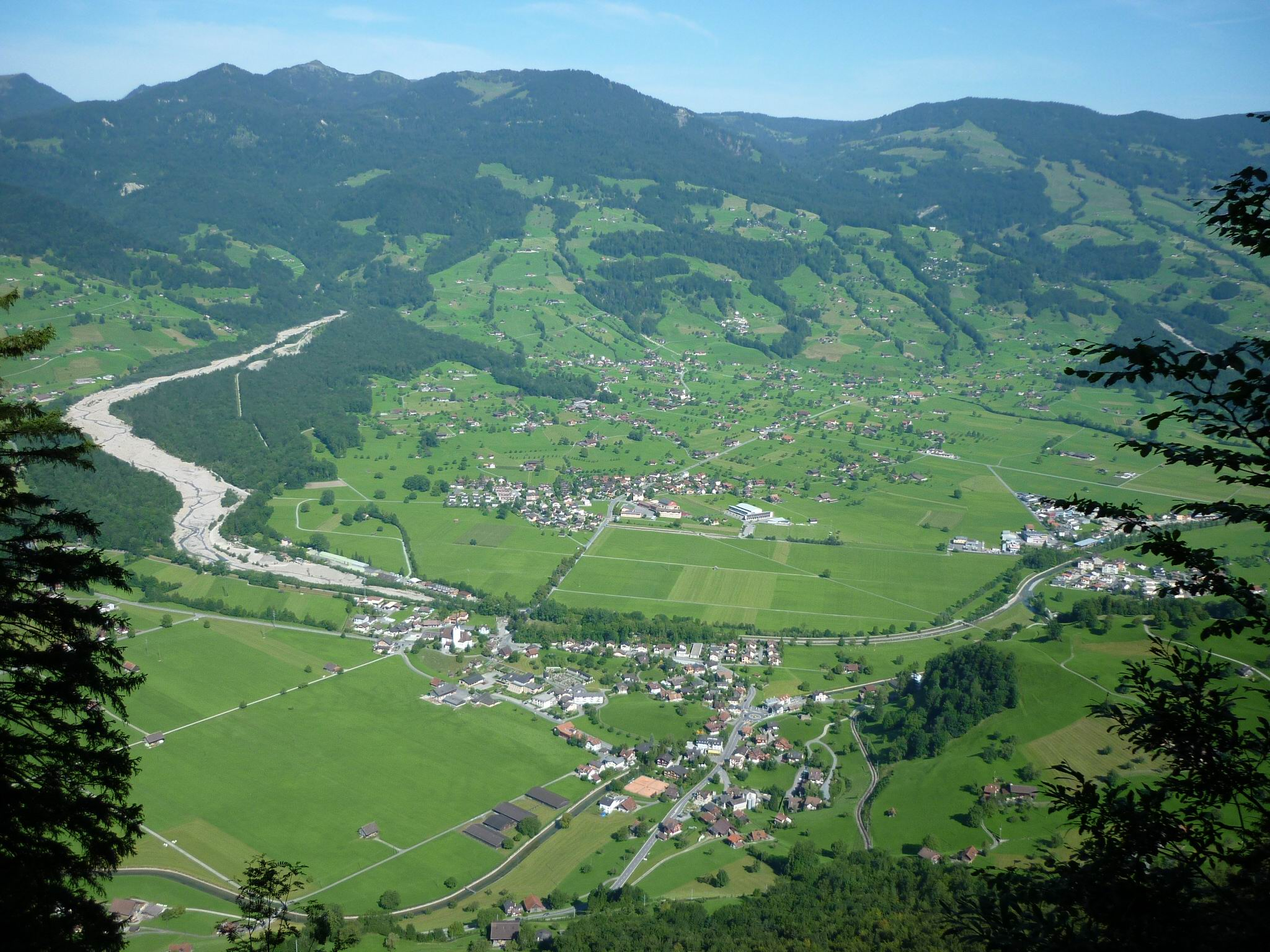
Bärenturm links oben

Der Höhenzug Nünalpstock–Bärenturm gehört zum national bedeutenden BLN-Gebiet Nr. 1608 «Flyschlandschaft Haglere-Glaubenberg-Schlieren».
Im Alpweidegebiet östlich des Bergs liegt das Feuchtgebiet «Dörsmatt/Miesen», das im Bundesinventar der Flachmoore von nationaler Bedeutung verzeichnet ist.